# Katihar (distrikt)
Katihar är ett distrikt i Indien.   Det ligger i delstaten Bihar, i den östra delen av landet, 1 100 km öster om huvudstaden New Delhi. Antalet invånare är 3 071 029.
Följande samhällen finns i Katihar:
- Katihar
- Bārsoi
- Manihāri
- Raghunāthpur